# Picpus (metrostation)
Picpus (of Picpus - Courteline) is een station van de metro in Parijs langs metrolijn 6 in het 12e arrondissement.
De naam is afgeleid van het Quartier Picpus, waar het metrostation zich bevindt.
Volgens Bernard Lazare is de naam Picpus afkomstig van een epidemie die gelijkenissen vertoont met insectenbeten. De ziekte werd wonderbaarlijk genezen door een geestelijke die zich in de wijk kwam vestigen. Deze wijk kreeg aldus de naam Picque Puce.
Het station draagt eveneens de naam van Courteline (1858-1929), pseudoniem van Georges Moinaux, een Frans schrijver van satirische komedies, zoals: Les Gaîtés de l’escadron, La Paix chez soi, Le Commissaire est bon enfant.

## Geschiedenis
Het station werd geopend op 1 maart 1909 als station Saint-Mandé bij de opening van metrolijn 6 tussen station Place d'Italie en station Nation. Op 1 maart 1937 kreeg het station zijn huidige naam, om verwarring te voorkomen met het nieuwe station Saint-Mandé - Tourelle langs de verlenging van metrolijn 1.

## Aansluitingen
- Bus RATP: 29 - 56

## In de omgeving
- Square Courteline
- Cimetière de Picpus
- Église de l'Immaculée-Conception de Paris

Charles de Gaulle - Étoile · Kléber · Boissière · Trocadéro · Passy · Bir-Hakeim · Dupleix · La Motte-Picquet - Grenelle · Cambronne · Sèvres - Lecourbe · Pasteur · Montparnasse - Bienvenüe · Edgar Quinet · Raspail · Denfert-Rochereau · Saint-Jacques · Glacière · Corvisart · Place d'Italie · Nationale · Chevaleret · Quai de la Gare · Bercy · Dugommier · Daumesnil · Bel-Air · Picpus · Nation